# Solenoid (DNK)
Solenoid (zavojnica) je vrsta staničnog vlakna koje nastaje u procesu pakiranja molekule DNK. 
Ključnu ulogu u tom procesu imaju histoni. Od osnovne jedinice pakiranja nukleosoma, koji nastaje namatanjem (1,65x do 1,8X) molekule DNK oko histonskog oktamera (tvore ga nukleosomalni histoni, 2x H2A, 2x H2B, 2x H3, 2x H4, ukupno njih osam). Nastali nukleosomi se dalje povezuju odnosno pakiraju pomoću histona H1 čime nastaje tzv. 30 nm (nanometar) - kromatinsko vlakno. Nastalo vlakno zapetljava se dalje te nastaje 300 nm -vlakno ili solenoid. Ta je duljina u biti promjer interfaznog kromosoma.
DNK pakiran u solenoide razlikuje se od DNK u nukleosomnom obliku, jer nije prepisivački aktivan. Sve većim namatanjem solenoidi stječu rastuću sposobnost većeg namatanja tvoreći kromosome. Sad već solenoidna zavojnica jedna oko druge tvori petlju, od 20 do 80.000 baznih parova, praćenu rozetom koja se sastoji od šest povezanih petlja, zatim zavojnicu i na kraju dvije kromatide. Konačni rezultatk je metafazni kromosom. Potpuno kondenzirani kromatin promjera je do 700 nm.